# 阿列克谢·加斯捷夫
阿列克谢·卡皮托諾維奇·加斯捷夫（俄语：Алексей Капитонович Гастев，羅馬化：Aleksey Kapitonovich Gastev，1882年10月8日—1939年4月15日），俄罗斯革命家、苏俄劳动科学管理理论家、工会活动家、作家、诗人。中央劳动研究所的创始人。俄国作家叶夫根尼·扎米亚京创作的小说《我们》讽刺了他在劳动管理方面的理念。